# Храм Воскресения Христова (Павловка)
Храм Воскресения Христова — православный храм в посёлке городского типа Павловка Павловского района Ульяновской области, Барышской епархии Симбирской митрополии Русской православной церкви. С 1999 года — памятник градостроительства и архитектуры РФ.

## История

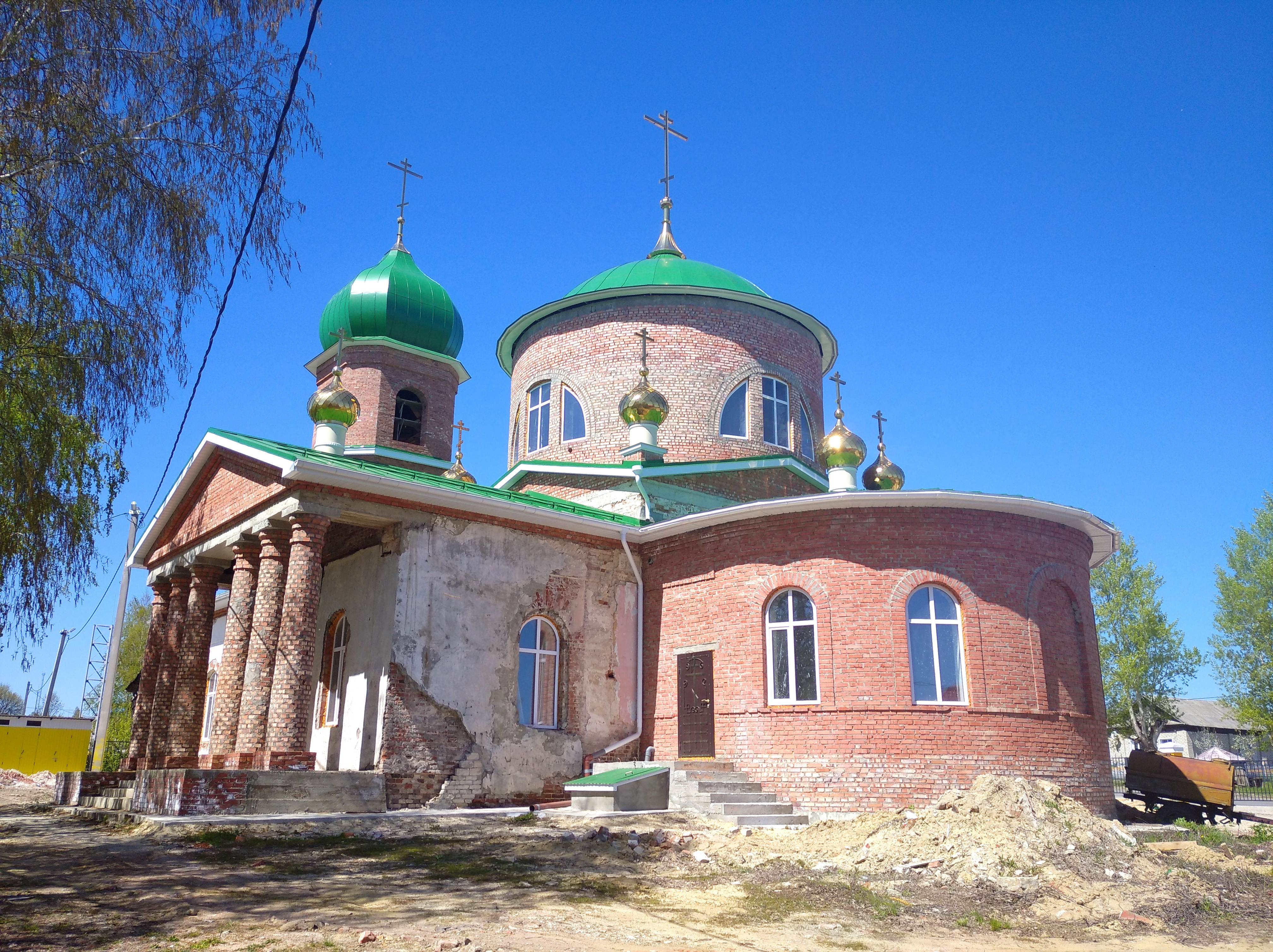
Церковь Воскресения Христова.

В 1827 году тщанием князя Николая Алексеевича Оболенского в селе был построен каменный трёхпрестольный храм. Архитектором строительства выступил местный житель Александр Алексеевич Левин. Основной престол был освящён в честь Воскресения Христова, приделы — в честь Покрова Пресвятой Богородицы и во имя святого великомученика Димитрия Солунского.
К храму была приписана часовня во имя святого благоверного великого князя Александра Невского, построенная в 1890 году на средства церковно-приходского попечительства, в память императора Александра II.
При закрытии храма с него были сброшены колокола. В середине 1930-х годов были снесены колокольня и купол, а сама церковь переделана в районный дом культуры.
В 1993 году в бывшем здании церковной школы в посёлке Павловка был устроен храм, престол которого освящён в честь Покрова Пресвятой Богородицы.
Распоряжением Главы администрации Ульяновской области № 959-р от 29.07.1999 года «Фундамент утраченной православной церкви в честь Воскресения Христова» включён в Единый государственный реестр объектов культурного наследия (памятников истории и культуры) народов Российской Федерации.
В 2016 году здание дома культуры было передано Барышской епархии Симбирской митрополии.

## Духовенство
- Настоятелем с 1899 по 1918 годы служил священномученик Владимир Тимофеевич Пиксанов[2][5]
- Настоятель протоиерей Андрей Владимирович Филькин (с 2016)[4];